# Liste der Bodendenkmäler in Thundorf in Unterfranken
Auf dieser Seite sind die Bodendenkmäler in der unterfränkischen Gemeinde Thundorf in Unterfranken zusammengestellt. Diese Tabelle ist eine Teilliste der Liste der Bodendenkmäler in Bayern. Grundlage ist die Bayerische Denkmalliste, die auf Basis des Bayerischen Denkmalschutzgesetzes vom 1. Oktober 1973 erstmals erstellt wurde und seither durch das Bayerische Landesamt für Denkmalpflege geführt wird. Die folgenden Angaben ersetzen nicht die rechtsverbindliche Auskunft der Denkmalschutzbehörde.

## Bodendenkmäler der Gemeinde Thundorf in Unterfranken

### Bodendenkmäler in der Gemarkung Maßbach
| Lage               | Objekt                                                           | Akten-Nr.     | Bild |
| ------------------ | ---------------------------------------------------------------- | ------------- | ---- |
| Maßbach (Standort) | Bestattungsplatz mit Grabhügeln vorgeschichtlicher Zeitstellung. | D-6-5827-0001 |      |

### Bodendenkmäler in der Gemarkung Rothhausen
| Lage                  | Objekt | Akten-Nr.     | Bild |
| --------------------- | --- | ------------- | ---- |
| Rothhausen (Standort) | Untertägige Teile der mittelalterlichen bis frühneuzeitlichen Evangelisch-Lutherischen Kirche in Rothhausen, Fundamente eines mittelalterlichen Vorgängerbaus sowie Körpergräber des Mittelalters und der Neuzeit. | D-6-5827-0065 |      |
| Rothhausen (Standort) | Siedlung vor- und frühgeschichtlicher Zeitstellung. | D-6-5828-0048 |      |

### Bodendenkmäler in der Gemarkung Theinfeld
| Lage                 | Objekt | Akten-Nr.     | Bild |
| -------------------- | --- | ------------- | ---- |
| Theinfeld (Standort) | Fundamente mittelalterlicher und frühneuzeitlicher Vorgängerbauten der Katholischen Filialkirche St. Matthias in Theinfeld sowie Körpergräber des Mittelalters und der Neuzeit. | D-6-5728-0093 |      |

### Bodendenkmäler in der Gemarkung Thundorf i.UFr.
| Lage                       | Objekt | Akten-Nr.     | Bild |
| -------------------------- | --- | ------------- | ---- |
| Thundorf i.UFr. (Standort) | Bestattungsplatz mit Grabhügeln vorgeschichtlicher Zeitstellung mit Bestattungen der mittleren Bronzezeit. | D-6-5727-0034 |      |
| Thundorf i.UFr. (Standort) | Untertägige Teile des frühneuzeitlichen Schlosses in Thundorf i.Ufr. | D-6-5727-0091 |      |
| Thundorf i.UFr. (Standort) | Untertägige Teile der spätmittelalterlichen bis frühneuzeitlichen Evangelisch-Lutherischen Pfarrkirche in Thundorf i.Ufr., Fundamente mittelalterlicher Vorgängerbauten sowie Körpergräber des Mittelalters und der frühen Neuzeit. | D-6-5727-0092 |      |
| Thundorf i.UFr. (Standort) | Siedlung der Linearbandkeramik. | D-6-5727-0115 |      |
| Thundorf i.UFr. (Standort) | Freilandstation des Mesolithikums sowie mittelalterlicher bis frühneuzeitlicher Burgstall. | D-6-5827-0004 |      |